# Oneonta, Alabama
Oneonta là một thành phố thuộc quận Blount, tiểu bang Alabama, Hoa Kỳ. Dân số năm 2009 là 7085 người, mật độ đạt 180 người/km².